# 庄内 (豊中市)

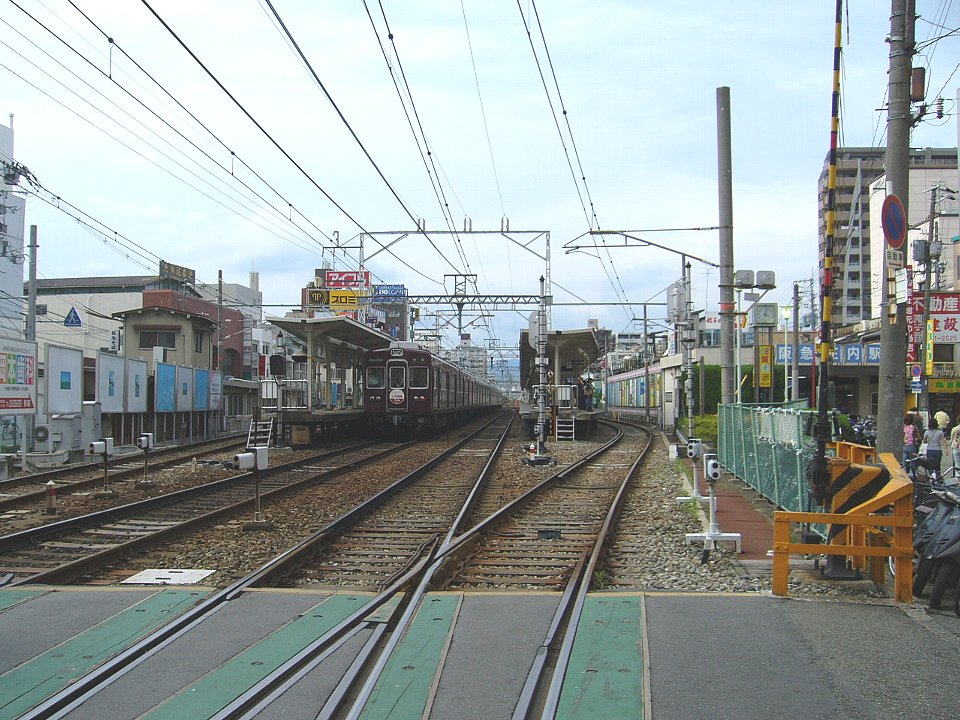
阪急庄内駅

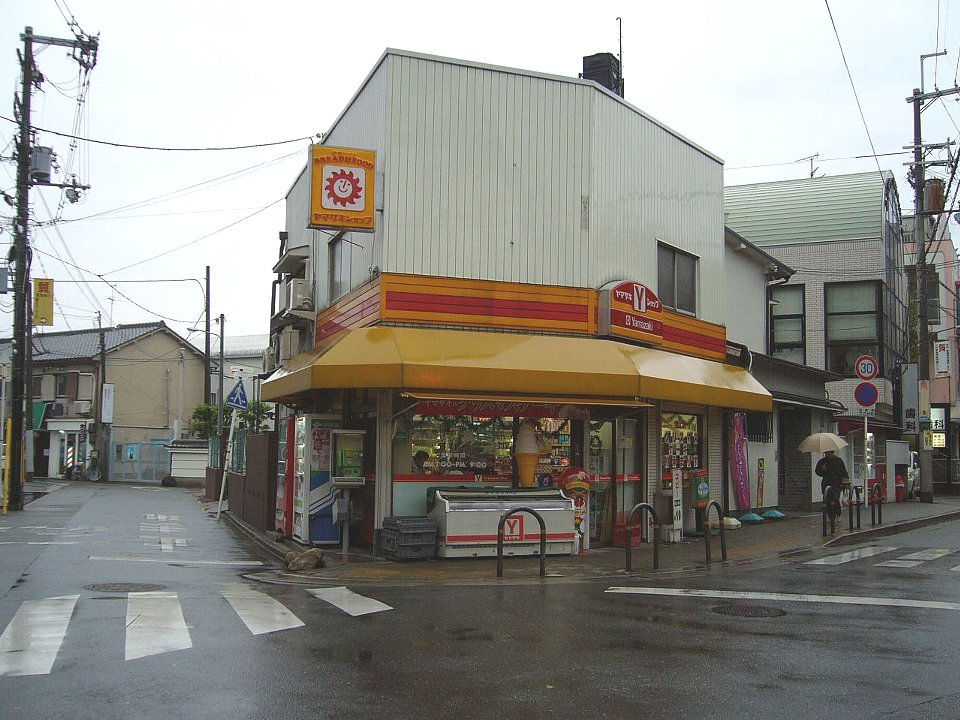
庄内駅周辺

庄内（しょうない）は、大阪府豊中市南部に位置する地区。現行行政地名としては庄内東町、庄内西町、庄内幸町、庄内栄町、庄内宝町など、多くの町域に分かれる（後述）。本項では概ね同地域に所在した豊島郡・豊能郡庄内村（しょうないむら）、豊能郡庄内町（しょうないちょう）についても述べる。

## 地理
大阪市淀川区の北側を流れる神崎川に接し、東を天竺川、西を旧猪名川に挟まれた平坦な一帯。三国橋付近を「新三国」として区別することもある。天竺川は天井川のため、高い堤防が設けられている。
東部を阪急宝塚線と国道176号が南北に貫き、宝塚線には庄内駅がある。西部では阪神高速11号池田線、北部では名神高速が抜けるものの、庄内地区内にインターチェンジは無い。

### 各地域概説
服部と隣接する北部は概ね住宅地。オペラハウスを持つ大阪音楽大学やローズ文化ホールもあり、ややゆったりした雰囲気である。
中部は商業地。特に1948年（昭和23年）以来の歴史を持つ豊南市場（ほうなんいちば）は野菜・魚介類の安売りで知られ、市内や東隣の吹田市、それに兵庫県尼崎市（府県境を越えるが2km前後）からも買物客が集まる。周辺部に住宅もあるが、北部に比べると小規模な長屋やアパートが密集している。
中西部は静かな住宅地。庄内の氏神を祀る庄内神社もここに鎮座する。旧来の曲がりくねった街路と建設中の南北道路が入り乱れ、道筋は分かりにくい。
南東部は住宅地と工場の混在地。中部と南部の境目付近に豊中市庄内出張所が、国道176号から少し入った所に豊中市立庄内図書館がある。
南西部は街路の入り組んだ住宅地。阪急神戸本線が庄内宝町・島江町などと庄本町・二葉町などを隔てるが、同区間に駅は無い。

## 歴史
地名は古代から中世の椋橋荘（くらはしのしょう）という荘園名に由来する。椋橋荘は東西に分かれ、当地は椋橋東荘の比定地とされる。能勢街道が通る農村地帯で、椋橋大根の産地で知られた。
庄内駅は阪急宝塚線で唯一、戦後（1951年）に設置された駅である（統合駅の雲雀丘花屋敷駅を除く）。1948年（昭和23年）の豊南市場開設の方が駅設置よりも早く（現在地への市場移転は1955年）、市場の賑わいに惹かれて駅ができたような形となっている。駅は島式ホーム2面4線で一見主要駅のように見えるが、終日各駅停車しか停まらない。
大阪市第3次市域拡張（1955年4月3日実施）に際して、当初は5市5町6村の大阪市編入が検討されたが、結局は庄内町や豊中市を除く2町4村の大阪市編入にとどまり、庄内町は豊中市へ編入されることとなった。庄内町は、7町村の大阪市編入運動では最も古くから活動を行い、それ故に先頭に立ってきた。しかし、大阪府知事赤間文三が大阪市への合併に消極的で一度拒否していたことから、1954年（昭和29年）11月22日に臨時議会を開き、豊中市への合併へ転換した。町民は大多数が豊中市への合併に反対であったが、赤間知事は一転、豊中市への合併には積極的になり、大阪府議会へ庄内町の豊中市への合併案を提案。町民感情を無視して強引に可決へ持ち込んでいる。
この前後において庄内町では豊中市派・大阪市派・現状維持派が対立し、豊中市編入直後には無効を求める訴訟も起きた。

### 沿革
- 1889年（明治22年）4月1日 - 町村制の施行により、豊島郡野田村・菰江(こもえ)村・庄本村・洲到止（すどうし）村・島江村・牛立（うしだて）村・三屋（さんや）村・島田村の区域をもって庄内村が発足。大字野田に村役場を設置。
- 1896年（明治29年）4月1日 - 郡の統廃合により、所属郡が豊能郡に変更。
- 1939年（昭和14年）9月1日 - 町制を施行して、庄内町となる。
- 1955年（昭和30年）1月1日 - 豊中市に編入される。同日庄内町廃止。

### 主な出来事
- 1970年、豊中インターチェンジ付近（庄内宝町一丁目）にリコーの大型球形広告塔が建設された[2]が、同年9月26日に火災に遭い焼失[3]。
- 2014年、庄内本通商店街で火災が発生、市有地にあった6店舗が焼失した。火災後、店舗の再建をめぐり以前と同じ敷地面積を求める店主らと道路の拡幅を求める豊中市が対立、店主側が大阪地方裁判所に訴訟を起こしたが、2021年、豊中市側の主張が認められた[4]。

## 施設・店舗など

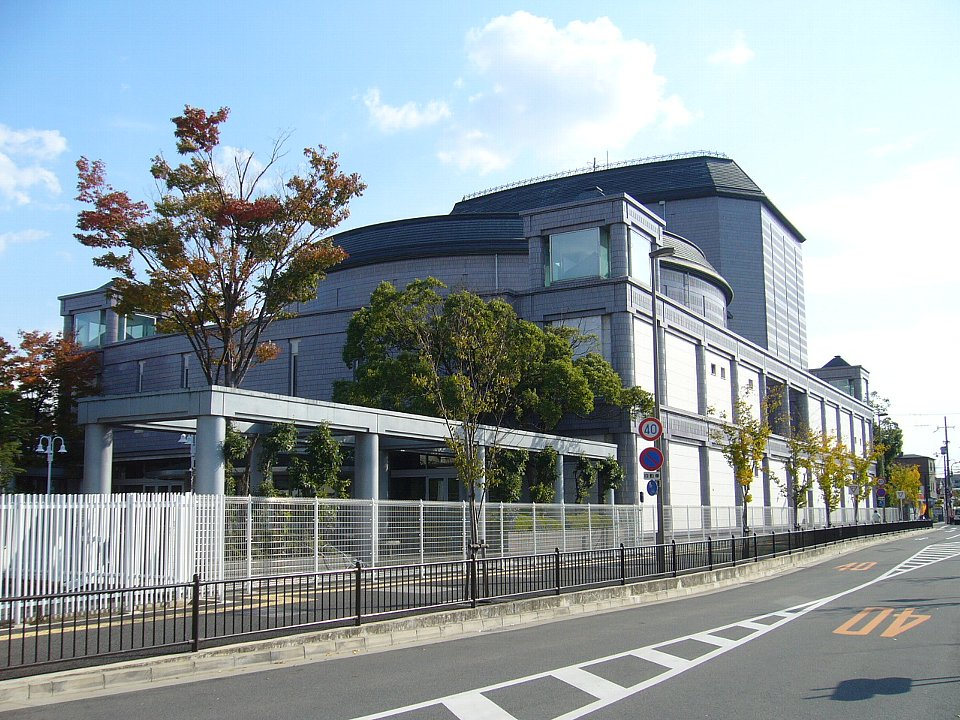
大阪音楽大学 ザ・カレッジ・オペラハウス

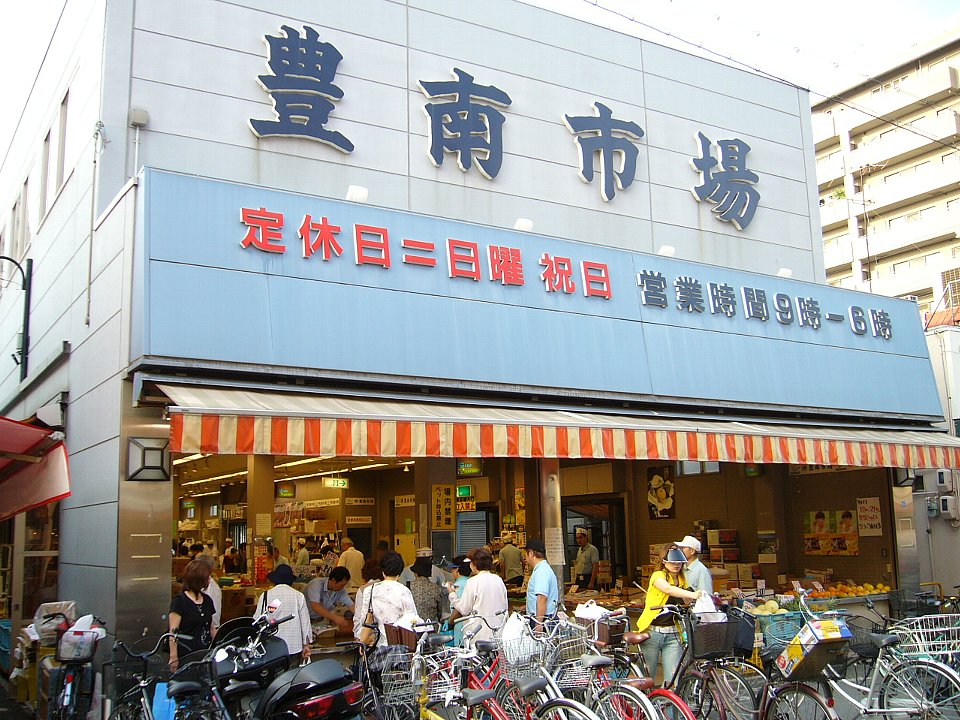
豊南市場

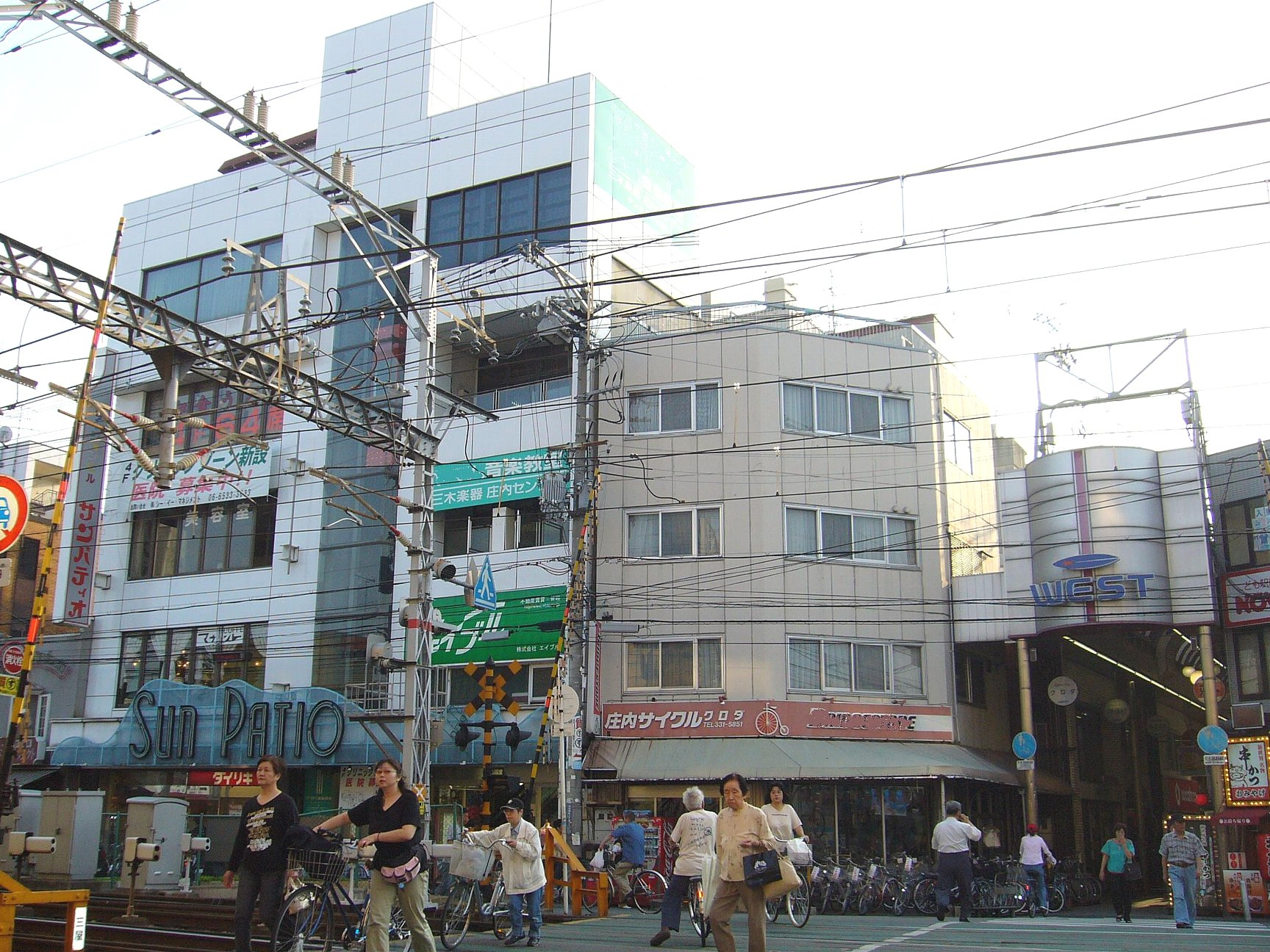
本通商店街（庄内WEST）とサンパティオ

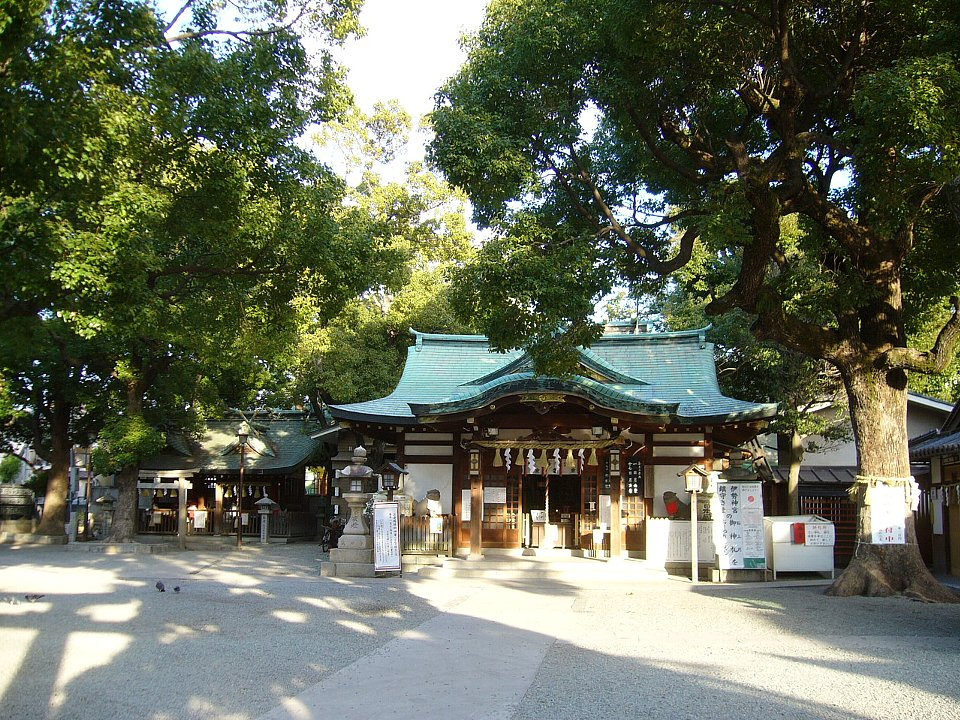
庄内神社

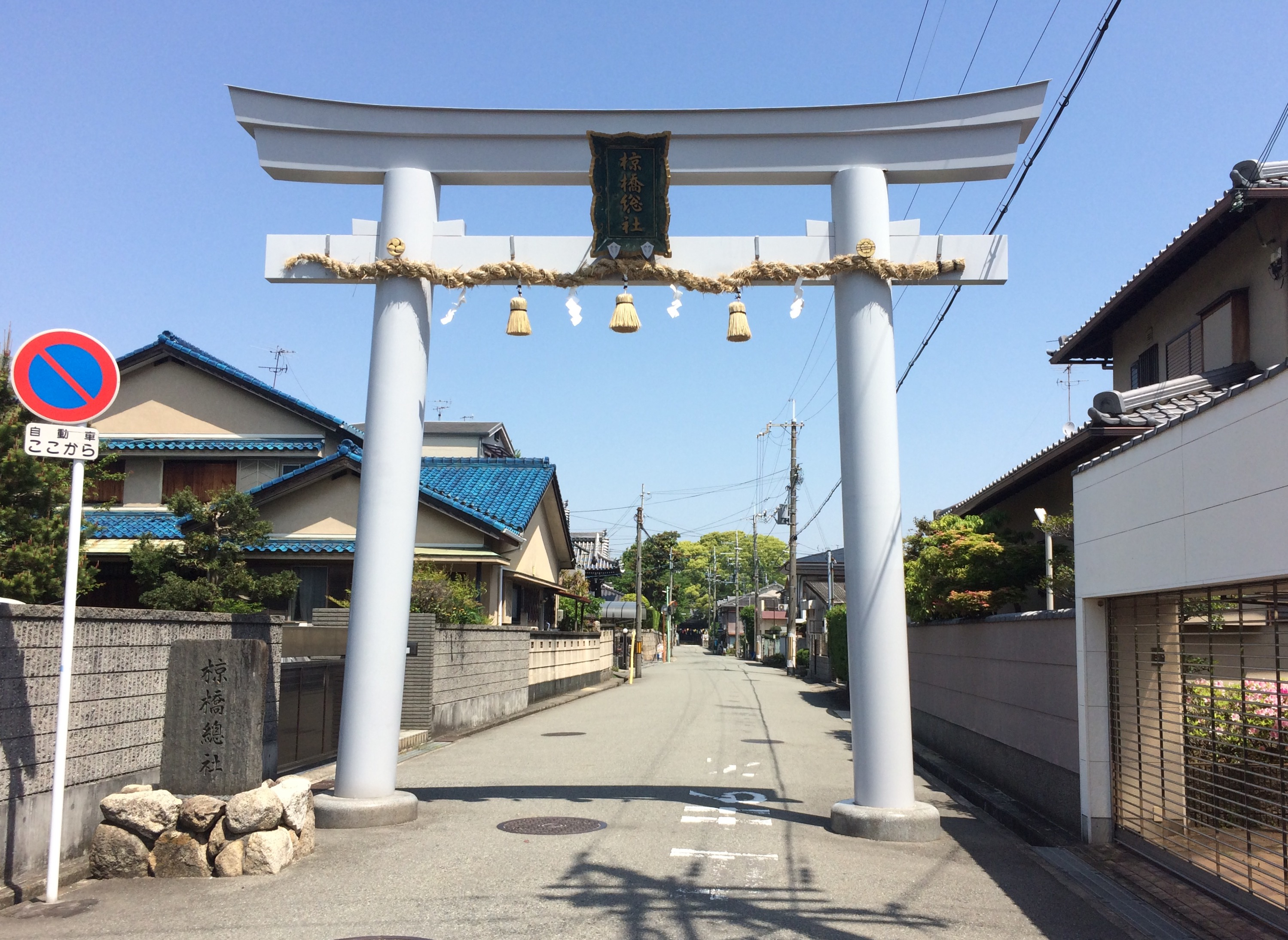
椋橋総社

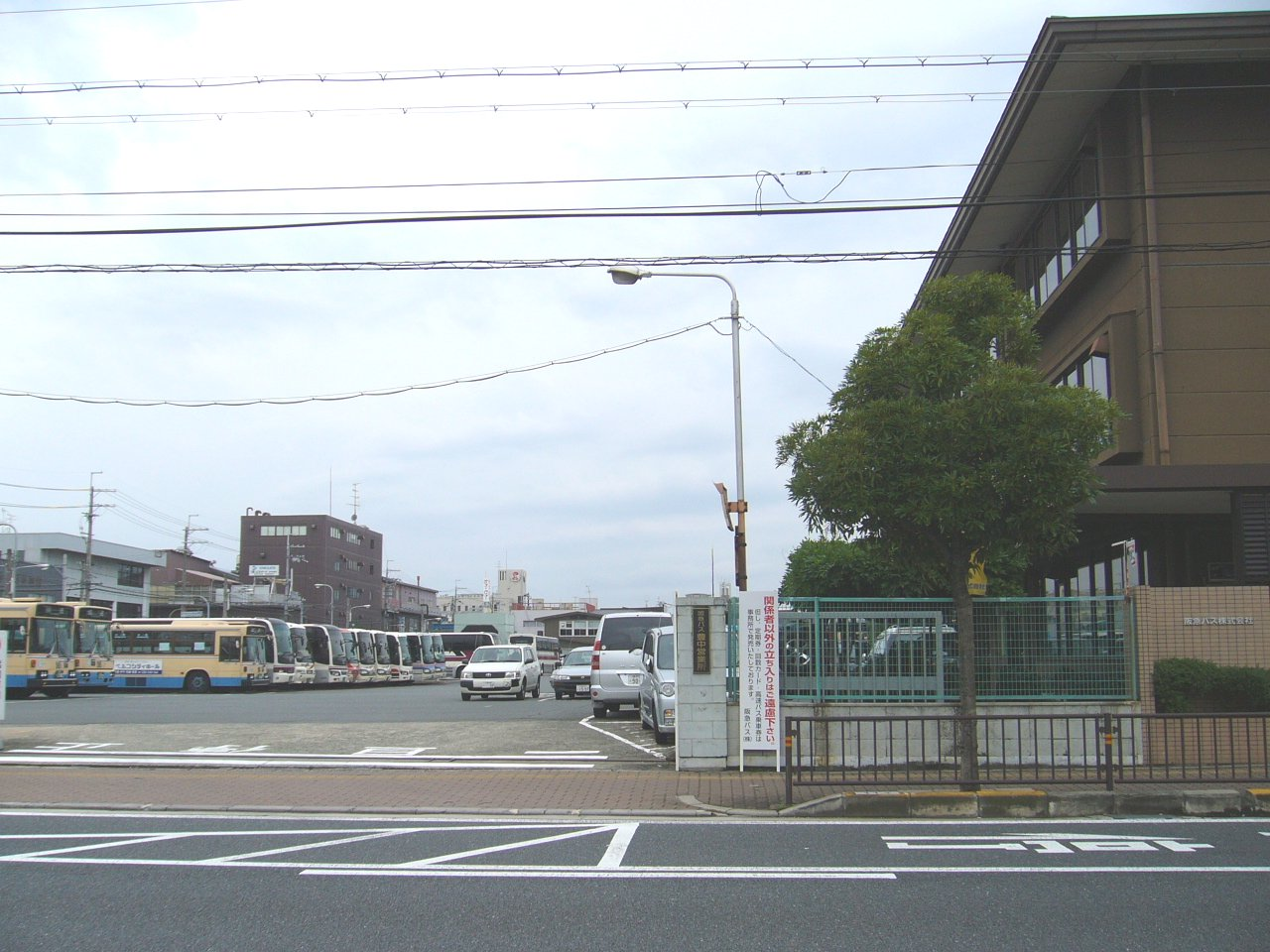
阪急バス旧本社

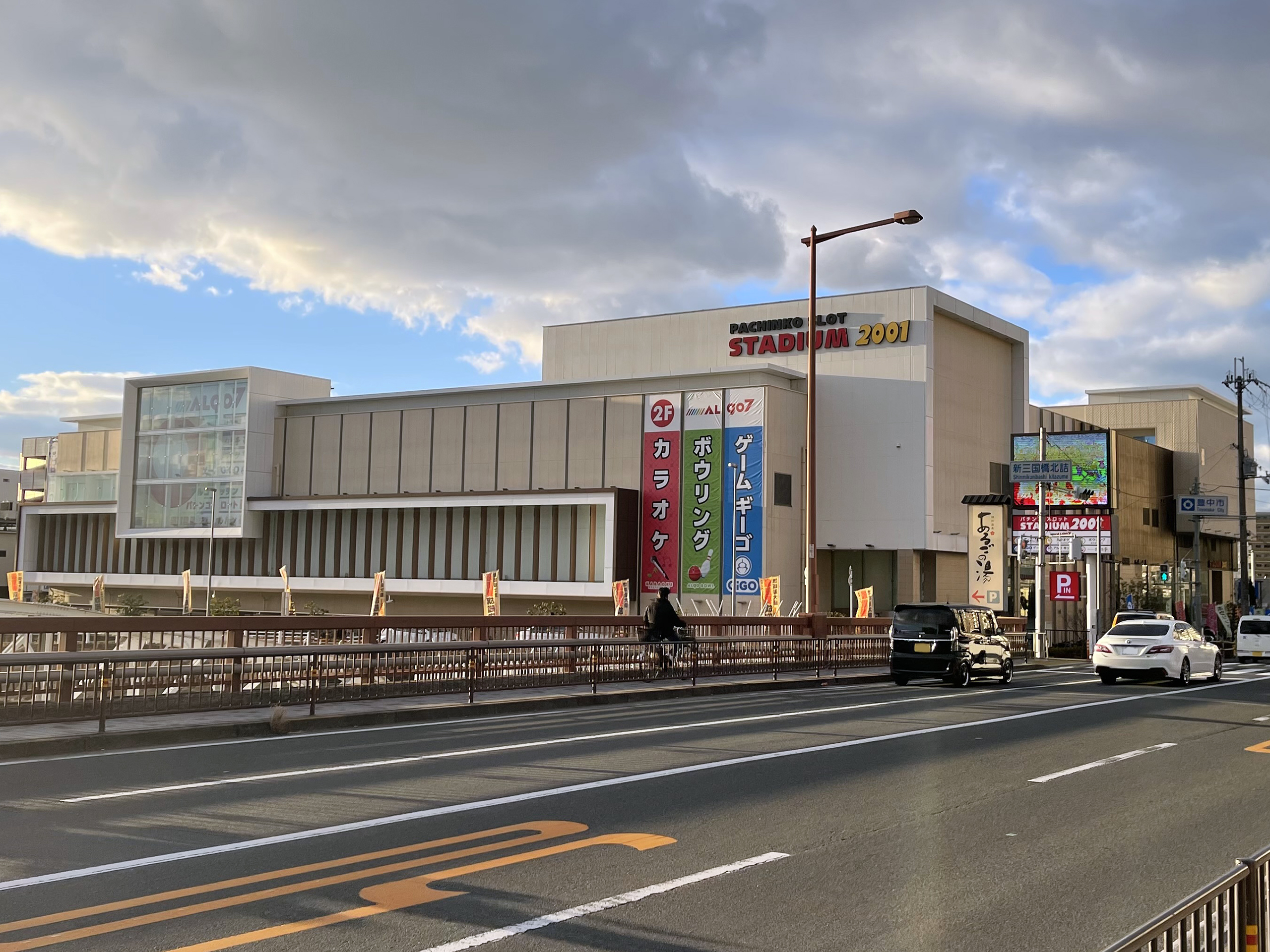
アルゴ7

### 北部
- 大阪音楽大学
- ローズ文化ホール
- Foods Market satake TAKENOKO+ 豊中稲津店 (旧 豊南市場稲津店)

### 中部
- 豊南市場
- サンパティオ
- ダイエーグルメシティ庄内店 - ショッピングセンターのはしりとなったダイエー庄内店の後身。
- イズミヤデイリーカナート庄内店
- 庄内本通商店街（愛称：庄内WEST）
- 西本町商店街
- 木場太
- 庄内東通商店街
- 庄内神社
- 豊中庄内郵便局
- ジャパン豊中庄内店
- ヤマダデンキ 家電住まいる館×YAMADA web.com 豊中店
- 豊中南警察署
- 篤友会坂本病院
- 豊中南消防署
- 豊中市庄内出張所
- イオンタウン豊中庄内（阪急バス本社・豊中営業所跡）

### 南部
- 椋橋総社
- 豊中市立庄内図書館
- エディオン豊中店
- アルゴ7
- ニトリ豊中三国店
- コーナン豊中島江店
- コーナンPRO豊中庄本店

## 交通
- 阪急電鉄宝塚本線庄内駅
- 庄内西町五丁目の日出町には阪急バス豊中営業所があった。2020年12月に大阪市淀川区十三本町に移転し阪急バス大阪営業所となった[5]。
  - 阪急バス本社も併設していたが、2021年3月に市内岡上の町一丁目に移転[5]。
  - 本社があった当時、国道176号と大阪府道152号庄本牛立線の交差点は「阪急バス本社前」と称した（移転後「日出町」に改称）。
  - 日出町バス停からは江坂駅経由JR吹田、豊中経由柴原駅（平日1本のみ箕面まで運行）、新大阪駅、十三経由梅田、阪急園田など各方面に発着する（各方面ともほぼ1時間毎）。梅田方面のみ庄内駅前を通らないがその他は経由する。豊中営業所があった当時は大阪国際空港や千里中央への系統も存在した。
- 国道176号
- 阪神高速11号池田線
  - 豊中南出入口（最寄り）

## 市外局番
- NTT西日本
  - 市外局番は「06」である。
  - 豊中庄内収容局では市内局番は6331 - 6336局が割り当てられている（特番の7400番台もある）。
  - 6331 - 6334局は以前は391 - 393、398局だった（詳しくは市外局番の経緯を参照）。

## 公立学校
- 豊中市立庄内さくら学園（2020年度に豊中市立庄内さくら学園中学校として開校ののち、2023年度に義務教育学校に移行）
  - 豊中市立第六中学校（2019年度で閉校）
  - 豊中市立第十中学校（2019年度で閉校）
  - 豊中市立庄内小学校（2022年度で閉校）
  - 豊中市立野田小学校（2022年度で閉校）
  - 豊中市立島田小学校（2022年度で閉校）
- 豊中市立庄内よつば学園（2026年度に開校予定の義務教育学校）
  - 豊中市立第七中学校（2025年度で閉校予定）
  - 豊中市立庄内西小学校（2025年度で閉校予定）
  - 豊中市立庄内南小学校（2025年度で閉校予定）
  - 豊中市立千成小学校（2025年度で閉校予定）

## 地名
- 庄内東町1 - 6丁目
- 庄内西町1 - 5丁目
- 庄内幸町1 - 5丁目
- 庄内栄町1 - 5丁目
- 庄内宝町1 - 3丁目
- 野田町
- 日出町1 - 2丁目
- 三和町1 - 4丁目
- 大黒町1 - 3丁目
- 島江町1 - 2丁目
- 千成町1 - 3丁目
- 庄本町1 - 4丁目
- 二葉町1 - 3丁目
- 大島町1 - 3丁目
- 三国1 - 2丁目
- 神州町